# Bursaspor Kulübü
El Bursaspor Kulübü és un club de futbol turc de la ciutat de Bursa.

## Història
El club va ser fundat l'any 1963. El seu èxit més destacat fou la seva victòria a la copa turca de l'any 1986. L'equip jugà a la primera divisió del país entre el 1967 i el 2004. Tornà a ascendir a la màxima categoria el 2006.

## Palmarès
- Copa del Primer Ministre turca de futbol (2): 1970/71, 1991/92

## Entrenadors destacats
- Nejad Biyedić
- Gordon Milne
- Sepp Piontek
- Gheorghe Hagi